# Eloy Lozano Coello
Eloy Lozano Coello (Ourense, 1953 - Santiago de Compostel·la, 13 d'abril de 2009) va ser un director de cinema gallec.

## Trajectòria
Va estudiar Ciències del Cinema, la Televisió i la Fotografia a la Universitat Complutense de Madrid i durant els seus estudis, el 1973, va rodar la primera pel·lícula de 35 mm rodada en gallec, Retorno a Tagen Ata, basada en una història de Xosé Luís Méndez Ferrín. Als anys vuitanta va fer obres innovadores com Numeralia o Catro escultores i als anys noranta va tornar a dirigir rodant Belas dormentes (1999), on va adaptar una novel·la de Yasunari Kawabata. Posteriorment va realitzar una sèrie de televisió sobre arquitectura contemporània, titulada Idea e Territorio i el documental Quen son? (2008) on va reflexionar sobre la identitat gallega.
Però la seva relació amb la cinematografia va anar més enllà de la direcció. Va ser qui va impulsar la restauració de la pel·lícula O carro e o home, rodada el 1941, i qui va fer el muntatge gallec on el text està narrat per Xaquín Lorenzo. Va fundar la productora Off Filmes i va fundar i va ser el primer director del Festival de Cinema d'Ourense.

## Filmografia
- Retorno a Tagen Ata (1974)
- Belas dormentes (1999)